# Selección de balonmano de Costa Rica
La Selección de Balonmano de Costa Rica, o Selección Costarricense de Handball, es el equipo formado por jugadores de nacionalidad costarricense,  que representan a Costa Rica y a la Federación Costarricense de Balonmano, en las competiciones internacionales organizadas por la Federación Internacional de Balonmano (IHF) o el Comité Olímpico Internacional (COI).

## Jugadores

### Última convocatoria

#### Selección Costarricense Juegos Centroamericanos y del Caribe Veracruz 2014
| No. | Jugador                         | Fecha de nacimiento | Posición          | Club                               | País       | Talla | Peso   |
| --- | ------------------------------- | ------------------- | ----------------- | ---------------------------------- | ---------- | ----- | ------ |
| 1   | Carlos Luis Sánchez Castro      | 10.11.1986          | Portero           | Ciemhcavi                          | Costa Rica | 1.72  | 72 kg  |
| 2   | Renato Pérez Martínez           | 30.10.1992          | Pívot             | Universidad de Costa Rica          | Costa Rica | 1.84  | 100 kg |
| 3   | Roy Arley Mora                  | 27.09.1977          | Central, Pívot    | Revolution San Pablo               | Costa Rica | 1.80  | 92 kg  |
| 4   | Sebastián Montero Jiménez       | 10.12.1996          | Extremo derecho   | CCDR San José                      | Costa Rica | 1.70  | 62 kg  |
| 5   | Pablo Saborío Villalobos        | 29.11.1987          | Extremo izquierdo | Ciemhcavi                          | Costa Rica | 1.72  | 80 kg  |
| 7   | Kevin Naranjo Vargas            | 26.06.1994          | Extremo izquierdo | Revolution San Pablo               | Costa Rica | 1.70  | 70 kg  |
| 9   | Christian Montero Coto          | 18.12.1979          | Central           | Revolution San Pablo               | Costa Rica | 1.76  | 80 kg  |
| 10  | Emanuel Araya Carvajal          | 31.12.1989          | Lateral izquierdo | Ciemhcavi                          | Costa Rica | 1.79  | 90 kg  |
| 11  | Rafael Nakya de la Peña Hamblin | 14.05.1982          | Central           | Ciemhcavi                          | Costa Rica | 1.78  | 80 kg  |
| 12  | Franz Taylor Bonilla            | 12.04.1981          | Portero           | Ciemhcavi                          | Costa Rica | 1.83  | 89 kg  |
| 13  | Kenneth Guzman Quesada          | 30.03.1979          | Lateral derecho   | Revolution San Pablo               | Costa Rica | 1.72  | 89 kg  |
| 15  | Manuel Montero Barrantes        | 16.02.1984          | Lateral           | Ciemhcavi                          | Costa Rica | 1.80  | 85 kg  |
| 16  | Jepherson Ruíz Duarte           | 28.08.1992          | Portero           | Universidad Nacional de Costa Rica | Costa Rica | 1.86  | 102 kg |
| 19  | Marcel Kaune Schmidt            | 15.04.1996          | Lateral izquierdo | Universidad de Costa Rica          | Costa Rica | 1.94  | 90 kg  |
| 23  | Daniel Kaune Schmidt            | 19.07.1994          | Lateral izquierdo | [[]]                               | Alemania   | 1.94  | 94 kg  |